# Basedowena cottoni
Basedowena cottoni är en snäckart som beskrevs av Tom Iredale 1937. Basedowena cottoni ingår i släktet Basedowena och familjen Camaenidae. Inga underarter finns listade i Catalogue of Life.